# دانشگاه بین‌المللی ال‌سی‌سی
دانشگاه بین‌المللی ال‌سی‌سی (به لاتین: LCC International University) یک دانشگاه در لیتوانی است که در کلایپدا واقع شده‌است.